# Corps expéditionnaire français en Extrême-Orient
Pour les articles homonymes, voir Corps expéditionnaire.

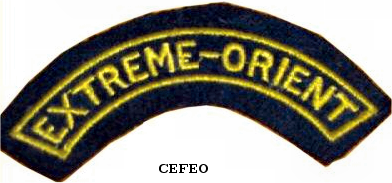
Insigne d'épaule du CEFEO.

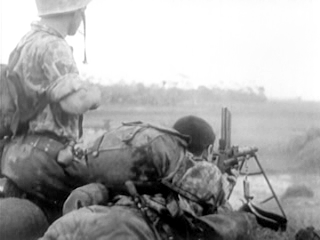
Combat au FM 24/29 en 1952.

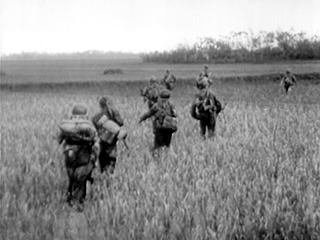
Parachutistes français en Indochine en mai 1952.

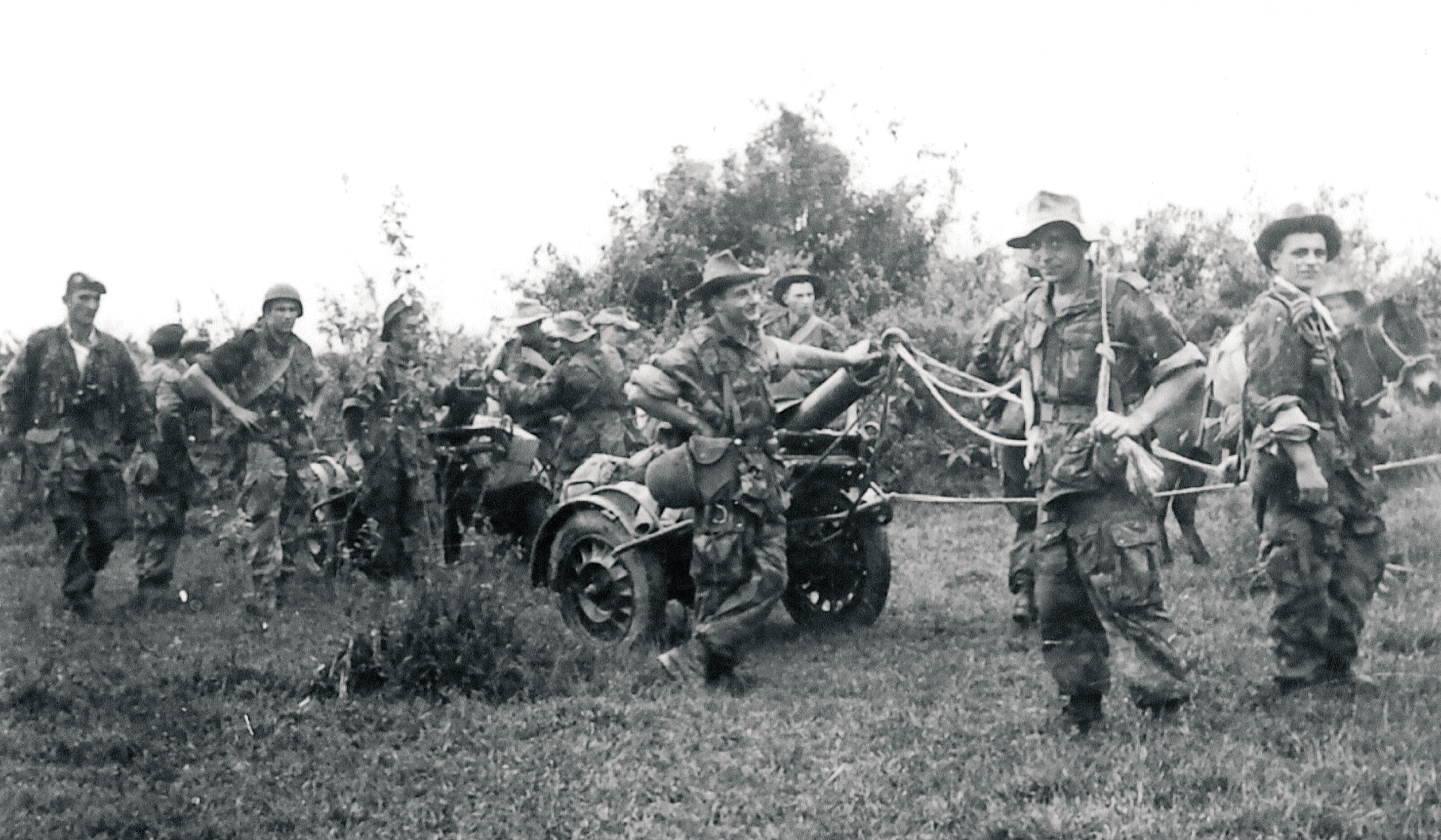
Hommes de la 1re compagnie étrangère parachutiste de mortiers lourds en 1953/1954 avec 2 mortiers mortier Brandt 120 mm type A.M. 50.

Le corps expéditionnaire français en Extrême-Orient (CEFEO) est une force des armées françaises prévue initialement pour combattre l'empire du Japon en Indochine française durant la Seconde Guerre mondiale, mais qui s'illustre surtout lors de la guerre d'Indochine contre le Việt Minh.

## Origines (1943-1945)

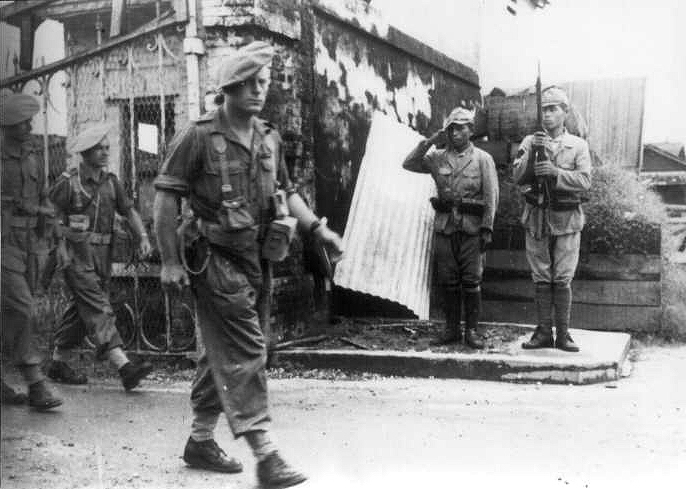
6° Commando du C.L.I./5°RIC (Corps Léger d'Intervention) en Indochine

En juillet 1943, le Comité français de la Libération nationale d'Alger décide d'une participation des Forces françaises combattantes à la guerre du Pacifique avec, dans l'esprit du général de Gaulle, un double objectif : participer à la guerre contre le Japon aux côtés des Alliés et rétablir l'autorité de la France sur ses possessions indochinoises, que les Japonais avaient envahies partiellement en 1940, puis totalement en détruisant l'administration coloniale française lors du coup de force de 1945. Sa mise sur pied est laborieuse et la France manque d'équipements et de bateaux pour l'acheminement et doit faire appel à l'aide américaine.
En juin 1945, Leclerc est placé à la tête de ce corps expéditionnaire. Son prestige va être utilisé en France pour contribuer au recrutement de volontaires. Mais, la capitulation du Japon est annoncée le 15 août 1945 alors que ce corps expéditionnaire n'a pas encore quitté la France. Déjà, en métropole, certains se font écho des doutes sur les objectifs de ce corps expéditionnaire et des changements intervenus dans l'Empire français lors de la guerre. Ainsi, le journal Le Monde du 21 août 1945 indique-t-il que : « La France n'a pas été la dernière à constater que la politique coloniale ne pourrait être menée après la guerre dans les mêmes conditions qu'auparavant. »
L'affiche de recrutement des Forces expéditionnaires françaises d'Extrême-Orient (FEFEO) ne présente pas la campagne indochinoise comme une guerre coloniale, mais comme la poursuite de la libération du territoire français, faisant écho au « devoir de guerre » dont parlait le général de Gaulle dans son allocution du 25 août 1944 lors de la libération de Paris, seulement quelques mois plus tôt. Ainsi, les Français qui se sont portés volontaires pour le corps expéditionnaire pouvaient lire sur l'affiche en question : « Hier Strasbourg, demain Saïgon, engagez-vous dans les FEFEO » ; le héros national qu'était alors le général Leclerc des FFL y était représenté sur un char Sherman de la prestigieuse 2e DB.
L'empire du Japon annonce sa capitulation à la mi-août, prenant de court le gouvernement français et permettant en Indochine une prise de pouvoir par les indépendantistes vietnamiens. Leclerc, arrivé à Kandy (Sri Lanka) le 22 août pour préparer le débarquement de ses troupes, s'entend dire par Lord Mountbatten qu'en application des accords de Potsdam, Britanniques (au sud) et Chinois (au nord) pénètreront les premiers en Indochine. Leclerc demande à Charles de Gaulle d'obtenir que Harry Truman revienne sur cette décision, mais les États-Unis refusent, ne souhaitant pas, entre autres, mécontenter Tchang Kaï-chek. Les premiers éléments du corps expéditionnaire, le Corps léger d'intervention, arrivent en Indochine à la mi-septembre et participent, avec les Britanniques et les Chinois, au désarmement des troupes japonaises. Le gros des troupes du corps expéditionnaire ne peut débarquer que début octobre, notamment grâce à l'aide de la Royal Navy, Leclerc lui-même débarquant le 5 octobre. Le corps expéditionnaire est ensuite bientôt engagé dans des combats contre le Việt Minh, dans ce qui va devenir la guerre d'Indochine. Des commandos français de la DGER (constitués d'anciens participants à l'opération Jedburgh), parachutés par la Force 136 britannique, étaient toutefois déjà sur place depuis plusieurs mois, travaillant avec le concours de tribus montagnardes hmongs du Laos.
Le génocide des Hmongs qui se poursuit de nos jours, comme l'atteste le reportage de Grégoire Deniau en 2005 pour Envoyé Spécial, résulte de ce soutien apporté par les Hmongs à la France, d'abord contre les Japonais, puis contre le Viet minh, et enfin aux États-Unis, toujours contre le Viet minh (guerre civile laotienne et guerre du Viêt Nam).

## Guerre d'Indochine (1946-1954)
Au cours de la guerre, le Corps expéditionnaire français en Extrême-Orient est pris dans diverses polémiques. Diverses associations existent, sans que leur représentativité soit établie. Parmi elles, l'association des anciens combattants du Corps Expéditionnaire et l'Association nationale des Rapatriés d'Indochine, d'opinion différentes. 

### 1950-1951
Le ressentiment d'une partie de l'armée de métier contre les grèves de 1949-1950 contre la guerre d'Indochine, quand le conflit militaire prend une dimension plus anticommuniste que colonial quand démarre la guerre de Corée le 25 juin 1950. 

#### Suites de l'affaire d'octobre 1949 à Pigalle
Selon l'historien Louis Chevalier, les contestations de la guerre sont perçues comme une "identification au tueur" par certains parachutistes, comme son frère, qui déplore que la presse grossisse "quelques minables faits divers, quelques incidents dans les villes de garnison, dans les ports" et les assimile à des voyous, fauteurs de trouble dans les bars ou voleurs de poule. Louis Chevalier cite en particulier une série d'articles dans Ouest France, dans plusieurs départements. Une mythologie des "paras déserteurs" s'était installée à Pigalle, depuis l'arrestation en octobre 1949 de 4 d'entre eux, casernés en Bretagne mais retrouvés dans hôtel de ce quartier parisien des music-hall, vivant "au crochet de filles".
Pertes au front mais aussi alcoolisme, suicides et maladies déciment des soldats nourris très parcimonieusement, avec des conserves inadaptées et la grève des expéditions militaires a subi un coup d'arrêt dès avril, ponctué par une répression sévère dans plusieurs grands ports. 

#### Mort de l'adjudant Ange Parsiani
Après la mort le 2 juin 1950 de l'adjudant Ange Parsiani, du 11ème choc, sous les yeux de Paul Bonnecarrère, correspondant de guerre de Paris-Match, qui l'attribue à des grenades sabotées par des communistes de l'Union des femmes françaises (UFF), proche du PCF, le gouvernement sévit contre les communistes : le 7 septembre, dans le cadre de l'opération Boléro-Paprika, expulsion de 404 ex-FTP étrangers et réfugiés de 1937 et dissolution de leurs journaux,,, malgré l'opposition de l'abbé Pierre, incidents des manifestations de rue Marseille, Paris et Lyon.

#### Affaires Henri Martin et Marthe Malingreau
La condamnation le 20 octobre à 5 ans de prison du militaire Henri Martin, arrêté à Toulon fin mars après des distributions de tract, est marquée par un coup de théâtre: le témoin qui l'accusait de complicité de sabotage, lui-même auteur du même sabotage, se rétracte et l'innocente, ce qui est pris en compte par les jurés: il est condamné pour les distributions de tract, mais pas pour le sabotage.
L'hiver 1950-1951 est ensuite marqué par "l'affaire Marthe Malingreau": l'association des anciens du expéditionnaire français en Extrême-Orient (AACEFEO) saisit Raymond Dronne, un ex-colonel du Régiment de marche du Tchad en Indochine, où il avait "transformé un succès militaire" en "réussite politique" et qui se dira ensuite révolté par le désastre de Caobang. Devenu sénateur RPF, ce futur soutien de l'OAS, décide de dénoncer Marthe Malingreau, conseillère municipale PCF d'Anzin: elle aurait répondu aux conseillers RPF le 18 novembre, à l'occasion de l'envol de colis aux soldats d'Indochine, qu'ils méritaient plutôt douze balles dans la peau, propos selon lui reproduits par la radio du VietMinh. Mme Malingreau a eu beau déclarer à la séance suivante du conseil municipal, qu'elle ne visait pas les soldats mais seulement les "mercenaires" français en Indochine, le parquet de Valenciennes la renvoie le 22 décembre devant le tribunal correctionnel, qui le 1er mars 1951 voit dans sa précision "l'aveu" que ses "paroles portaient une atteinte intolérable à l'esprit de patrie". Le jugement du 9 mars tient cependant compte de circonstances atténuantes, sa captivité subie en Allemagne, pour la condamner à deux mois de prison avec sursis et 50000 francs d'amende. Raflée en novembre 1941 parmi une vingtaine de suspects de la grèves mineurs de 1941, pour certains fusillés et torturés, puis déportée à Ravensbrück,, Marthe Malingreau, avait au retour raconté les expériences médicales faites sur des détenues par les nazis.

#### Nouveaux chants de la Légion étrangère
C'est une période où le commandement de la Légion étrangère "utilise" le chant comme "un moyen d’expression" à destination du Parti communiste, pour le décourager de contester la guerre, et valide un "changement de programme" dans ses chants, avec une "première liste" proposée à la souscription en novembre 1950", ne retenant que des titres traditionnels, ensuite remplacés par "des chants nouveaux" d'une chorale sous la direction du capitaine Jean Hallo, promu depuis 1948, rédacteur en chef de Képi blanc, revue de la Légion étrangère, "destinés au marché métropolitain" et qui envoient donc "un message à ceux qui s’en prennent au corps expéditionnaire",. "Contre les Viets", vieux de 1948, devient "Contre les Rouges", et "La Rue appartient" fait référence à l'action politique en France. Le commandement de la Légion étrangère craint que les campagnes du PCF ne tarissent son recrutement étranger à la motivation déjà "considérée comme plus fragile", d'autant qu'une loi de 1950 vient selon elle d'aggraver les "difficultés du recrutement" car elle interdit aux Français appelés sous les drapeaux être employés ensuite en temps de paix sur des territoires où ils avaient combattu.

#### Affaire de Montataire
Le 9 avril 1951, une des sections du régiment de marche du Tchad de Raymond Dronne, basé à Pontoise, participe, sans armes, à une "cérémonie de réparation" médiatisée, appelée aussi "garde d'honneur" par le magazine Paris-Match, répliquant celle lancée devant la tombe du Soldat inconnu pour la Toussaint 1950 avec le ministre René Pleven, d'ex-libérateurs de Paris de la 2e D.B. Elle a lieu dans la petite ville de Montataire, dans l'Oise.
L'AACEFEO de l'Oise entend ainsi dénoncer un fait non établi, qui se serait produit six semaines plus tôt selon elle: l'"insulte" de l'oraison funèbre prononcée selon elle par Marcel Coene, maire de Montataire,,,. Les communistes de Montataire organisent une contre-manifestation, mais 200 gardes républicains et 300 soldats sont envoyés pour l'encadrer, constate le magazine Time du 21 mai 1951. A Toulouse au même moment l'AACEFEO intente un procès au journal communiste Le Patriote, lui aussi accusé d'avoir insulté les anciens d'Indochine.
Près de deux mois après les obsèques contestées, Marcel Coene, maire de Montataire est révoqué le 26 avril 1951 par le préfet pour "avoir pris, dans l'exercice de ses fonctions, nettement position contre la politique du gouvernement français en Indochine" et "d'avoir, ultérieurement, cherché à troubler l'ordre public lors d'une cérémonie de réparation à la mémoire du soldat décédé". Le préfet nomme à sa place Roland Bertrand, un leader local de la CGT, qui avait fait les gros titres de la presse nationale moins d'un an avant lors de sa tentative d'éviction par la direction du PCF. Malgré cette décision, Marcel Coene est bien réélu par son conseil municipal, mais cette élection est annulée par le conseil de préfecture et il sera condamné à 6000 francs d’amende le 4 juillet 1952.

### 1952

#### Contestation de pièces de théâtre et chansons
Le 13 mars 1952, l'Association nationale des Rapatriés d'Indochine annonce que ses adhérents, marins, soldats et leurs familles, avaient écrit à dix ministres pour faire libérer le marin communiste Henri Martin. Des partisans de la guerre d'Indochine répliquent alors, via l'Association des anciens combattants du Corps Expéditionnaire (CEFEO). Au cours de la semaine du 13 mars 1952, elle écrit au gouvernement une lettre qui s'en prend à Drame à Toulon, accuse la pièce de renfermer des "attaques violentes et antipatriotiques contre le corps expéditionnaire, ses chefs et ses héros". L'édition de mars de son journal mensuel "Le combattant d'Indochine" se réjouit déjà que "la pièce honteuse " ne risque plus d'être jouée. 
La chanson d'Yves Montand "Quand un soldat", écrite au tout début de l'année 1952, est également contestée et interdite à la radio, une note des services officiels réclamant cette interdiction dès janvier 1952. Quand au printemps 1952, débute une vaste tournée en province de la pièce "Drame à Toulon", en partant du Jura et de la Lorraine, financée par le Secours populaire, l'association des anciens combattants du Corps Expéditionnaire  se mobilise à Lunéville, où la pièce est interdite début mai par le préfet de Meurthe et Moselle. L'Association triomphe et appelle la pièce "Drame à reculons", tandis que L'Humanité dénonce les "mercenaires". Des représentations sont prévues du 10 au 23 mai dans les alentours de Belfort, où une manifestation d'opposants promet d'envahir la "Maison du peuple". Ils obtiennent l'interdiction aussi à Béthoncourt et Audincourt et y pourchassent les acteurs. A Belfort, en mai 1952 des militaires remontent le Boulevard des Vosges avec casques et gourdins en appelant à s'en prendre aux acteurs. Jouée en juin 1952 à La Ricamarie, dans la banlieue stéphanoise, elle est perturbée aussi, étant interdite par le préfet de la Loire.

## Retrait français du Sud-Viêt Nam (1954-1956)
L'appellation de corps expéditionnaire pour les troupes françaises dans le Sud-Viêt Nam va perdurer jusqu'au 28 avril 1956, jour de la liquidation et de la dissolution du corps expéditionnaire opérées par le général Jacquot.
En effet, bien que les accords de Genève soient signés en juillet 1954, marquant le cessez-le-feu officiel et la partition du Viêt Nam, l'évacuation des troupes françaises en Indochine n'est effective que le 28 avril 1956. Durant ce laps de temps, le corps expéditionnaire fort de plus de 100 000 hommes complète la formation de l'Armée nationale vietnamienne (créée en 1950), et dont les cadres sont majoritairement pro-français, à l'image de son chef, le général Nguyễn Văn Hinh, qui rejoindra la Légion étrangère en 1956. Les États-Unis, qui aidaient déjà matériellement les Français, prennent le relais du fait de la guerre du Viêt Nam.
La France et les États-Unis se livrent lors de cette période une lutte d'influence qui débouche sur une « guerre secrète » par services d'action interposés où les GCMA restent actifs (opération X).
Les tout derniers militaires français quittent Saïgon en mars 1958, soit environ un siècle après les débuts de la colonisation française en Indochine.

## Commandement

### Commandants supérieurs des troupes en Extrême-Orient
- 15 août 1945-19 juillet 1946 : général Leclerc ;
- 19 juillet 1946-février 1948 : général Valluy ;
- 10 février 1948-avril 1948 : général Salan (intérim).

## Commandants en chef
- Août 1945-mars 1947 : amiral Georges Thierry d'Argenlieu ;
- Après le départ de d'Argenlieu, Émile Bollaert est nommé haut commissaire mais ne reprend pas le titre de commandant en chef. Il a, à ses côtés, un commandant supérieur des troupes, le général Valluy puis, par intérim, le général Salan ;
- Avril 1948-septembre 1949 : général Blaizot ;
- Septembre 1949-décembre 1950 : général Carpentier ;
- 6 décembre 1950-31 décembre 1951 : général de Lattre (il est également haut-commissaire) ;
- 1er janvier 1952-27 mai 1953 : général Salan[42] ;
- 27 mai 1953-9 juin 1954 : général Navarre ;
- 9 juin 1954-juin 1955 : général Ély ;
- juin 1955-février 1956 : général Jacquot.

### Commandants du Tonkin
- Mai 1947-février 1948 : général Salan ;
- Août 1948-septembre 1949 : général Chanson ;
- Septembre 1949-novembre 1950 : général Marcel Alessandri ;
- Février 1951-mai 1953 : général de Linarès ;
- Juin 1953-octobre 1954 : général Cogny.

### Commandants du Sud
- Décembre 1946-février 1948 : général Nyo ;
- Février 1948-septembre 1949 : général Boyer de la Tour ;
- Septembre 1949-juillet 1951 : général Chanson ;
- Septembre 1951-juin 1953 : général Bondis.

## Composition et statistiques
Le CEFEO a été constitué d'unités provenant de l'ensemble de l'Union française, aidées par les forces des États associés d'Indochine. En 1954, le CEFEO comprenaient 177 000 hommes dont 59 000 autochtones. Les soldats coloniaux représentaient une part très importante des effectifs. Entre 1947 et 1954, 122 900 Maghrébins et 60 340 Noirs d'Afrique débarquèrent en Indochine soit 183 240 Africains au total. Le 1er février 1954, ils représentaient 43,5 % des 127 785 hommes des Forces terrestres (autochtones non compris).
De septembre 1945 au cessez-le-feu en juillet 1954, 488 560 hommes et femmes débarquèrent en Indochine :
- 223 467 Français de métropole ;
- 122 920 Algériens, Tunisiens ou Marocains ;
- 72 833 Légionnaires ;
- 60 340 Africains.

Auxquels, il faut ajouter environ 8 000 militaires déjà basés en Indochine en 1945, internés par les Japonais lors du coup de force du 9 mars 1945, non rapatriés après leur libération.

### Matériels
Au terme de quatre ans d'aide militaire américaine, il dispose en 1954 de 452 chars et chasseurs de chars, 1 985 voitures blindés, half-tracks et véhicules amphibies. Des trains blindés de la Légion étrangère sont mis sur pied à partir de 1948.  
Voici l'évolution de l'armement du CEFEO :
| Type d'armement                  | 1945 | 1947 | 1948 | 1950 | 1951  | 1954  |
| -------------------------------- | ---- | ---- | ---- | ---- | ----- | ----- |
| Scout-cars                       | 40   | 140  | 208  | 253  | 191   | 103   |
| Automitrailleuses                | 19   | 376  | 224  | 225  | 225   | 227   |
| Chars                            | 47   | -    | 21   | 26   | 104   | 204   |
| Obusiers                         | 9    | 64   | 32   | 73   | 82    | 73    |
| Half-tracks et Universal Carrier | 28   | 183  | 179  | 207  | 422   | 468   |
| Vedettes                         | -    | -    | -    | 36   | 42    | 80    |
| Amphibies                        | -    | -    | -    | 136  | 169   | 230   |
| Total                            | 143  | 763  | 664  | 956  | 1 234 | 1 385 |

### Les premières unités
Le premier détachement français, constitué d'une compagnie du 5e RIC/CLI, débarque à Saigon le 12 septembre 1945, dans le cadre du Corps léger d'intervention, avec les troupes britanniques du major général Gracey (20e division indienne).
Le 21 septembre, les troupes valides du 11e RIC (1 400 hommes), internées dans leur caserne depuis le coup de force japonais du 9 mars 1945, sont libérées et réarmées.
Le 3 octobre, le commando Ponchardier et le reste du 5e RIC débarquent à leur tour en Indochine.
Le gros des troupes, endivisionné ou non, arrive ensuite :
- du 15 au 21 octobre : GM/2e DB) aux ordres du lieutenant-colonel Massu (2 000 hommes)[47] ;
- décembre 1945 : 9e DIC du général Valluy[48] ;
- fin décembre 1945 : 1re BEO (1 200 hommes)[49] ;
- décembre 1945 : 3e REI ;
- janvier 1946 : brigade marine d'Extrême-Orient (3 000 fusiliers marins, premiers éléments débarqués en octobre 1945)
- février 1946 : 3e DIC du général Nyo[50] ;
- février 1946 : 1er bataillon de parachutistes SAS du chef d'escadron Mollat ;
- mars 1946 : 13e DBLE ;
- 19 juin 1946 ; 2e bataillon de parachutistes SAS du chef de bataillon de Maurepas.

#### Évolution et pertes annuelles
| Années | Effectifs | Pertes |
| 1945   | 19 400    | 367    |
| 1946   | 68 400    | 2 828  |
| 1947   | 88 625    | 4 081  |
| 1948   | 86 800    | 4 821  |
| 1949   | 98 550    | 4 872  |
| 1950   | 122 785   | 7 150  |
| 1951   | 142 008   | 3 443  |
| 1952   | 200 993   | ??     |
| 1953   | 190 000   | ??     |
| 1954   | 245 000   | ??     |
| 1955   | ??        | ??     |

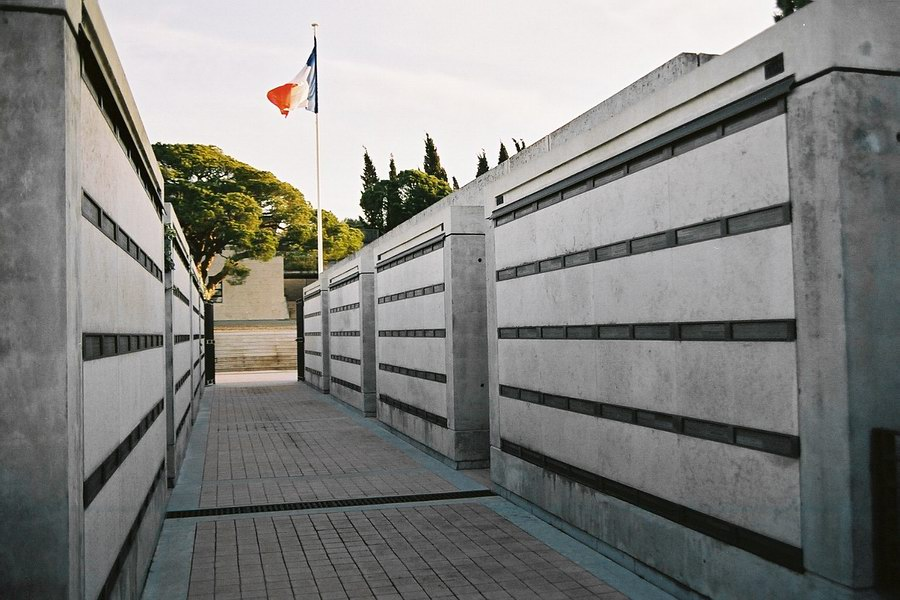
Allée dans le mémorial des guerres en Indochine.

Les valeurs de 1945 à 1951 de ce tableau sont issues du Journal Officiel du 21 mars 1952. Celles de 1952 à 1954 proviennent de l'ouvrage Guerre d'Indochine.
La nécropole des guerres d'Indochine se trouve à Fréjus ; environ 34 000 noms y sont inscrits.

#### Pertes globales durant le conflit
L'ouvrage Guerre d'Indochine estime le nombre de tués et disparus, hors Indochinois, à 47 674 hommes répartis comme suit :
| Origine        | Tués   | Pourcentage |
| Métropolitains | 20 524 | 43 %        |
| Nord-Africains | 12 256 | 26 %        |
| Légionnaires   | 11 493 | 24 %        |
| Africains      | 3 401  | 7 %         |
| TOTAL          | 47 674 | 100 %       |

Jacques Dalloz, annonce un total des pertes du CEFEO égal à 37 800 réparties comme suit :
| Origine        | Tués   | Pourcentage |
| Métropolitains | 18 000 | 48 %        |
| Nord-Africains | 8 000  | 21 %        |
| Légionnaires   | 9 000  | 24 %        |
| Africains      | 2 800  | 7 %         |
| TOTAL          | 37 800 | 100 %       |

### Compositions des effectifs

#### Effectifs en 1946-1949
| Origine        | Effectifs | Pourcentage |
| Métropolitains | 43 700    | 38 %        |
| Nord-Africains | 13 800    | 12 %        |
| Africains      | 8 050     | 7 %         |
| Indochinois    | 35 650    | 31 %        |
| Légionnaires   | 13 800    | 12 %        |
| TOTAL          | 115 000   | 100 %       |

#### Effectifs en 1954
Le 1er février 1954, les soldats d'Afrique (Maghrébins et Noirs) engagés dans le corps expéditionnaire français en Extrême-Orient représentaient 43,5 % des 127 785 hommes des forces terrestres (autochtones non compris).
Maurice Vaïsse donne les effectifs suivants en juin 1954 :
| Origine        | Effectifs | Pourcentage |
| Indochinois    | 59 000    | 33 %        |
| Métropolitains | 50 000    | 28 %        |
| Nord-Africains | 35 000    | 20 %        |
| Africains      | 19 000    | 11 %        |
| Légionnaires   | 14 000    | 8 %         |
| TOTAL          | 177 000   | 100 %       |

## Personnalités ayant servi en Indochine
- Jean Gilles
- Jacques Massu
- Marcel Bigeard
- Roger Trinquier
- Jean Sassi
- Pierre Schoendoerffer
- Raoul Coutard
- André Blanchard
- Jacques Blasquez
- Georget Bernier, dit le Professeur Choron, cofondateur du journal Hara-Kiri.
- Mohamed Oufkir, général et homme politique marocain, servit au 4e régiment de tirailleurs marocains. Au cours du conflit indochinois, il fut cité trois fois à l'ordre de l'armée, deux fois à l'ordre du corps d'armée, une fois à l'ordre de la division et une fois à l'ordre de la brigade. Il fut également promu officier de la Légion d'honneur au titre du conflit indochinois le 3 octobre 1949[58].

## Sources et bibliographie
- Collectif, Guerre d'Indochine - 1945-1954, éditions Trésors du Patrimoine, 2004.
- Jacques Dalloz, Dictionnaire de la guerre d'Indochine, éditions Armand Colin, 2006.
- Jacques de Folin, Indochine 1940-1955 - La fin d'un rêve, éditions Perrin, 1993.
- Henri Navarre, Agonie de l'Indochine (1953-1954), éditions Plon, 1956.
- Raoul Salan, Mémoires - Fin d'un empire (Tomes 1 à 4), éditions Presses de la Cité, 1970.
- Michel Bodin, Les Africains dans la guerre d'Indochine 1947-1954, l'Harmattan, 2000.

## Dans la culture populaire

### Au cinéma
- Soldat Blanc, de Erick Zonca, diffusé pour la première fois en 2014. Il raconte l'histoire de deux jeunes militaires qui se lient d'amitié en attendant leur première mission et vont réaliser que l'ennemi n'est pas celui décrit par les États-majors.